# كين إيشيكاوا
كينْ إيشيكاوا (باليابانية: 石川 研) (6 فبراير 1970 في أوكيناوا في اليابان – )؛ هو لاعب كرة قدم ياباني سابق كان يلعب كحارس مرمى.

## وصلات خارجية
- كين إيشيكاوا على موقع رابطة كرة القدم اليابانية للمحترفين (اليابانية)
- كين إيشيكاوا على موقع عالم كرة القدم.نت (الإنجليزية)